# Alka Vuica
Alka Vuica (Pula, 8. lipnja 1961.) hrvatska pjevačica, tekstopisac, TV voditeljica i političarka. Vodila je talk show Vidimo se u Sarajevu na televiziji Pink BiH.

## Životopis
Pjesme, kako sama kaže, piše otkad je naučila pisati. Na glazbenoj sceni je od 1980. godine, a prvi značajan uspjeh je doživjela 1990. godine, kada je bila u pobjedničkom timu na izboru za pjesmu Eurovizije koju je izvela Tajči pod nazivom "Hajde da ludujemo"
Godine 1993. objavljuje svoj prvi album Laži me. Hitom "Laži me" 1994. godine probija se na vrh hrvatskih glazbenih ljestvica, a pjesma postaje i hit godine. Zatim slijedi hit "Otkad te nema". Iste godine osvaja nagradu za kantautor godine. Mnogi smatraju da je ona prva uvela etno stil u hrvatski pop.
Godine 1996. osvaja prvu nagradu za scenski nastup na Melodijama hrvatskog Jadrana. Godine 1996. objavljuje svoj drugi album – Za tebe čuvam sebe. Na albumu je i pjesma "Ej, šta mi radiš" koja postaje hit. Slijede albumi Alkatraz, Balkan girl, Profesionalka i Cirkus.
Od pjesama koje je napisala za druge, valja izdvojiti "Rušila sam mostove od sna" Dina Dvornika i Josipe Lisac (Alka je skupa s Gibonnijem napisala stihove), "Ja sam lažljiva"  Denis & Denis (Alka je napisala stihove, a glazbu potpisuje Davor Tolja), "Ja sam zaljubljen" Tonyja Cetinskog, "Lijepa bez duše" Olivera Dragojevića, "Ni na sjever ni na jug" Sandija Cenova i "Danas sam luda" Josipe Lisac.
Alka je jedno vrijeme bila urednica i voditeljica na Novoj TV, i to talk-showa "Jedan na jedan", a potom i rubrike pod nazivom Alka Individualka u emisiji Red Carpet.
Alka danas radi u Bosni i Hercegovini na televiziji Pink gdje ima svoj veoma gledani talk show “Vidimo se u Sarajevu” gdje ugošćuje i najveće balkanske zvijezde.

## Diskografija

### Studijski albumi
- Laži me (Lobel Naklada/CroatiaTON, 1994.)
- Za tebe čuvam sebe (Croatia Records, 1995.)
- Alkatraz (Croatia Records, 1997.)
- Balkan girl (Croatia Records, 1999.)
- Profesionalka (Croatia Records, 2001.)
- Cirkus (Croatia Records, 2004.)
- Alkina Kafana (Hit Records, 2013.)

### Kompilacije
- The Best of (Croatia Records, 1996.)
- Najljepše ljubavne pjesme (Croatia Records, 2012.)

## Filmografija

### Televizijske uloge
- Nemoj nikome reći kao Emanuelina mama (2015. – 2017.)
- Naša mala klinika kao Nada Čokolada (2007.)

## Privatni život
Alka živi sa sinom Arijanom, kojeg je dobila u davnoj vezi s Vukom Veličkovićem, poznatim srpskim slikarom i umjetnikom. 2016. godine u intevjuu za Story priznala je da je bila u vezi sa ženama. Vuica je 2024. sudjelovala na Zagrebačkoj povorci ponosa.

## Vanjske poveznice
- Službene stranice  Arhivirana inačica izvorne stranice od 30. travnja 2010. (Wayback Machine)